# Seybouse
 (juillet 2023).
Si vous disposez d'ouvrages ou d'articles de référence ou si vous connaissez des sites web de qualité traitant du thème abordé ici, merci de compléter l'article en donnant les références utiles à sa vérifiabilité et en les liant à la section « Notes et références ».
La Seybouse est un fleuve du nord-est de l’Algérie formé près de Guelma par l’oued Cheref et l’oued Zenati, son bassin est le plus étendu d’Algérie et ses terres sont des plus fertiles. Elle rejoint la Méditerranée près d'Annaba.

## Qualité des eaux de la Seybouse
| Élément               | Taux      |
| --------------------- | --------- |
| Débit                 | 11,5 m³/s |
| Température           | 21,41 °C  |
| Acidité               | 8,21 pH   |
| Saturation en oxygène | 36,61 %   |
| DBO                   | 18,33     |
| DCO                   | 124,3     |
| Nitrates (NO3)        | 5,58      |
| PO4−3                 | 2,29      |
| Ammonium              | 9,18      |

## Origine du mot Seybouse
Essayons de traduire le nom de Seybouse destiné à une rivière  qui coule pour alimenter la bejjima et les deux symbolisent la fertilité des lieux. Si la seconde tire son nom d’une plante poussant sur ses berges qui signifierait  tamer el hindi , en Français Tamarin, qui est lui-même inspiré de l’Arabe, la première par contre relate l’histoire de la mort par noyade d’un prince Numidien qui aimait y nager attiré autant par la pureté de ses eaux que par la beauté de son site. À cette époque, tous les actes de la vie se devaient d’être glorifiés, même funèbres soient-ils, ce qui donnera  le nom de  ce prince  UBUSE à la rivière pour aboutir à : SEIF : qui veut dire en langue berbère : rivière et a -UBUSE : nom  de ce noble disparu dans les eaux. Et enfin en combinant les deux mots le lieu et la personne nous obtenons «SEIFUBUSE » qui est  devenu à travers les âges « Seybouse ».
Les étymologies "Seybouse" et "Bejjima" (Boujima) de H'sen Derdour ne reposent sur aucun fondement.